# يان توماس (مغني)
يان توماس هو مغني بلجيكي، ولد في 30 أبريل 1997 في أنتويرب في بلجيكا.

## وصلات خارجية
- يان توماس على موقع IMDb (الإنجليزية)
- يان توماس على موقع ميوزك برينز (الإنجليزية)
- يان توماس على موقع ديسكوغز (الإنجليزية)
- يان توماس على موقع قاعدة بيانات الفيلم (الإنجليزية)